# 陳翠蓮
陳翠蓮（1961年—），臺灣新北市人，歷史學家，研究領域為臺灣日治和戰後時期政治史。現任國立台灣大學歷史學系教授，曾任國立政治大學台灣史研究所所長、淡江大學公共行政學系系主任、台灣民間真相與和解促進會理事長、《自立晚報》副總編輯。

## 早年生涯
中學時在當時中國國民黨威權戒嚴時期政府的教育體制下，陳翠蓮曾是「黨國青年」，孫文是她當時的偶像，曾將中國青年反共救國團印製「只要有我在，中國一定強」的貼紙裱框放在桌上，與父母時常爭執、衝突。直至社會上接連發生美麗島事件、林宅血案等事件，讓她對當時所受的學校教育產生質疑。
大學決定考政治系時受母親反對，擔心她熱血的性格可能成為政治犯，但父親贊同她的決定。入學後由於課堂上所談論的西方政治理論、美國憲法等課程與當時台灣局勢無甚相關，找不到啟發於是轉往社團接觸黨外運動。
碩士班時期受歷史學者曹永和「臺灣史專題」課程啟發，展開台灣政治史研究，成為曹永和指導畢業的第一位研究生。

## 轉型正義
2016年6月24日，陳翠蓮對轉型正義主張參考國外的經驗，先處理過去中國國民黨威權統治時代的遺緒，並分立臺灣原住民族的專法，分階段推動轉型正義。她引用人權與法律學者璐蒂·G·泰鐸（Ruti G. Teitel）《轉型正義》一書中討論第三波民主化國家處理舊政權不義罪愆的各種方式，指出各國以此做為民主轉型的儀式，並探討此些轉型正義與轉型後民主體制鞏固與否的密切關係。
2021年2月27日，陳翠蓮指出，轉型正義工作需要國家領導人超越黨派的遠見與決心，「一旦統治當局計較政黨或個人利益、盤算短期選舉得失，轉型正義工作轉眼間就會變成政治操作或鬥爭工具而失去正當性」，陳水扁政府在2008年中華民國立法委員選舉前「大動作拆中正廟」、促進轉型正義委員會在2018年九合一選舉前爆發張天欽東廠風波都是前車之鑑。
2022年5月9日公共電視文化事業基金會第7屆董監事審查會議上，獲提名為董事候選人之一的陳翠蓮遭中國國民黨推薦之審查委員胡競英抨擊，指其對二二八事件的研究是撕裂族群。會議結果陳翠蓮未獲通過，引發網路議論。對於胡競英認為研究二二八事件是在撕裂族群一事，《國際橋牌社》導演汪怡昕表示，看審查會議直播「氣到差點中風」。

## 著作目錄

### 專書
- 《派系鬥爭與權謀政治：二二八悲劇的另一面相》，臺北：時報文化，1995。
- 《二二八事件檔案專題選輯：二二八件與青年學生》，行政院研考會檔案管理局，2005。
- 《台灣全志卷四政治志 民意機關篇》，南投：台灣文獻館，2007。
- 《台灣人的抵抗與認同：一九二O—一九五O 》，臺北：遠流，2008。
- 《百年追求：臺灣民主的故事（卷一 自治的夢想） 》，新北市：衛城出版，2013。
- 《續修台北市志卷九人物志 政治與經濟篇》，臺北：台北市文獻會，2014。
- 《重構二二八：戰後美中體制、中國統治模式與臺灣 》，新北市：衛城出版，2017。
- （與李鎧揚合著）《四六事件與臺灣大學 》，臺北：國立臺灣大學出版中心，2017。
- 《自治之夢：日治時期到二二八的臺灣民主運動》，新北市：春山出版，2020。（原名《百年追求卷一．自治的夢想》）
- 《重探戰後臺灣政治史：美國、國民黨政府與臺灣社會的三方角力》，臺北：春山出版，2023。

## 外部連結
- 臺大歷史系陳翠蓮教授 （页面存档备份，存于）